# La fiera di Venezia
La fiera di Venezia è un'opera in tre atti di Antonio Salieri su libretto di Giovanni Gastone Boccherini. La prima rappresentazione ebbe luogo al Burgtheater di Vienna il 29 gennaio 1772.
L'opera ebbe successo e divenne uno dei lavori più apprezzati di Salieri, con oltre trenta allestimenti in Europa durante la vita del compositore. Prima del 1775 vi furono rappresentazioni a Mannheim, Bonn, Varsavia e Dresda. Tra i brani significativi, la sinfonia e l'aria di Calloandra nel terzo atto Vi sono sposa e amante, con interventi importanti di flauto e oboe. 

## Trama
La vicenda si svolge a Venezia, durante la fiera dell'Ascensione.
Il duca Ostrogoto corteggia Falsirena, che è innamorata di Belfusto, ma non disdegna le attenzioni del duca. Inaspettatamente giunge a Venezia la promessa sposa di Ostrogoto, la marchesa Calloandra. Ostrogoto cerca di allontanare Falsirena, per evitare che le due donne si incontrino. Falsirena però capisce che il duca ha un'altra relazione e riesce a introdursi nell'albergo dell'oste Rasojo, dove alloggia Calloandra, travestendosi prima da cantante d'opera, poi da mercantessa francese, infine da baronessa tedesca. La rivenditrice Cristallina, indispettita perché non ha ricevuto i pagamenti per i travestimenti, avverte Calloandra che Ostrogoto ha un'amante. 
L'intreccio si risolve durante un ballo in maschera, nel finale del secondo atto. Falsirena ha convinto Ostrogoto ad accompagnarla ma poi, con la complicità di Belfusto, fa in modo che Calloandra, mascherata, riesca a sostituirsi alla stessa Falsirena: Calloandra riesce così a sorprendere Ostrogoto intento a corteggiare la presunta amante. Ostrogoto, risentito per la burla giocatagli da Falsirena, si rende conto che solo Calloandra merita il suo amore. L'opera si conclude con un triplice matrimonio: tra Ostrogoto e Calloandra, tra Belfusto e Falsirena, tra Rasojo e Cristallina.